# Rika Nakagawa
Rika Nakagawa (japonsky 中川 梨花, Nakagawa Rika; * 28. dubna 1998 Sapporo) je japonská herečka a zpěvačka spjatá se společností Sun Music Production. Svou kariéru zahájila jako členka idolové skupiny z ostrova Hokkaidó, účinkovala v různých televizních pořadech a událostech na Hokkaidu a poté se přestěhovala do Tokia, kde pokračovala ve své kariéře a zároveň studovala na univerzitě Keió. Ztvárnila Momiji Itō ve smíšeném projektu Shine Post a také Kanata Misora, hlavní hrdinku anime seriálu Nanare Hananare.

## Kariéra
Svou kariéru zahájila jako členka idolové skupiny Peaceful z Hokkaida. Ve druhém ročníku střední školy se rozhodla přihlásit do talentových konkurzů prostřednictvím časopisu Monthly De View a nakonec se rozhodla spolupracovat se Sun Music Production.
V roce 2014 se zúčastnila každoročního konkurzu na Miss iD společnosti Kódanša, kde se stala jednou ze semifinalistek. Od roku 2014 se také začala věnovat modelingu pro časopisy, jako je například Weekly Young Jump společnosti Šúeiša. V letech 2015 a 2016 se objevila ve varietním programu HTB Hiragashi Garakuta-Dan a od dubna 2016 do září 2017 moderovala pořad Switchin! na TV Hokkaido. Jako aktivní studentka střední školy se v srpnu 2016 zúčastnila celostátní řečnické soutěže pořádané Ministerstvem školství, kultury, sportu, vědy a technologie v Hirošimě, kde získala hlavní cenu v kategorii debat. V roce 2017 se objevila ve filmu Shashin Kōshien 0.5-Byō no Natsu, práce související s filmem ji přiměly odložit přijímací zkoušky na vysokou školu.
Po absolvování střední školy se přestěhovala do Tokia, aby pokračovala v kariéře v zábavním průmyslu a získala vyšší vzdělání, a v roce 2017 se zapsala na Fakultu politického managementu univerzity Keió. V roce 2019 byla také jmenována velvyslankyní města Higašikawa na ostrově Hokkaidó. Byla obsazena do role Momiji Itō ve smíšeném projektu Shine Post. V roce 2024 poskytla hlas postavě Kanata Misora, hlavní hrdince anime seriálu Nanare Hananare. Spolu se svými spolupracovníky také nazpívala úvodní znělku „Cheer for You!“ a závěrečnou znělku „With“ pod názvem PoMPoMs.

## Filmografie

### Anime
- Shine Post (2022) – Momiji Itō[8]
- Nanare Hananare (2024) – Kanata Misora[9]